# Яковлівка (Білогірський район)
Я́ковлівка (до 1945 року — Кади-Елі, крим. Qadı Eli, рос. Яковлевка) — село в Україні, в Білогірському районі Автономної Республіки Крим. Підпорядковане Зеленогірській сільській раді.

## Населення
Згідно з переписом УРСР 1989 року чисельність наявного населення села становила 28 осіб, з яких 16 чоловіків та 12 жінок.
За переписом населення України 2001 року в селі мешкали 54 особи.

### Мова
Розподіл населення за рідною мовою за даними перепису 2001 року:
| Мова              | Відсоток |
| ----------------- | -------- |
| кримськотатарська | 53,70 %  |
| російська         | 31,48 %  |
| білоруська        | 3,70 %   |
| українська        | 3,70 %   |
| інші              | 7,42 %   |